# Schloss Amalienlust

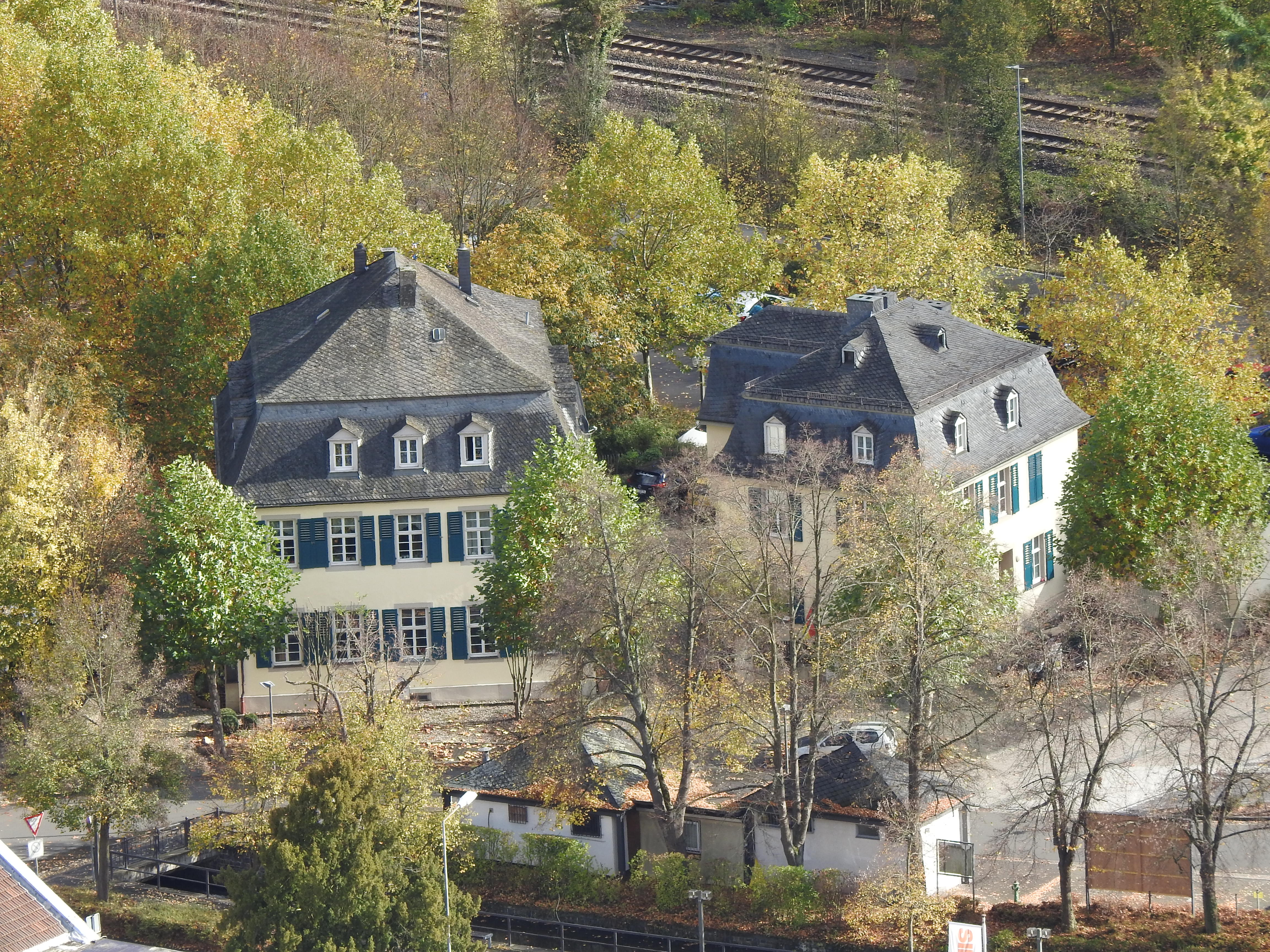
Vogelschau, links auf dem Bild Pavillon Teichweg 12, Teil der Sommerresidenz, erbaut für Fürstin Amalie Zephyrine, dahinter rechts Gebäude aus dem 19. Jh.

Schloss Amalienlust ist eine als Ellipse geplante Schlossanlage des Neoklassizismus in Kirn im heutigen Bundesland Rheinland-Pfalz.

## Geschichte

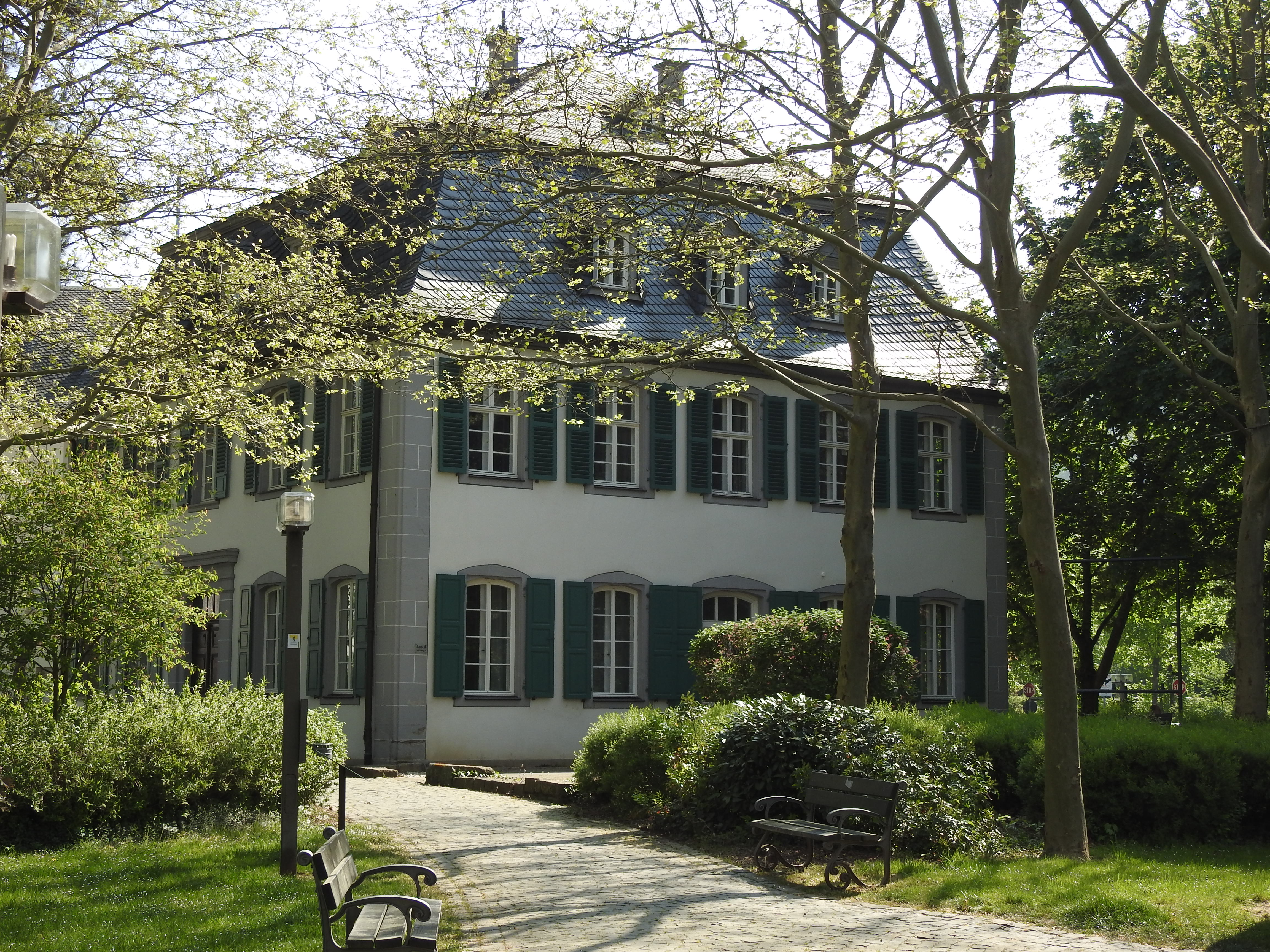
Ansicht des Pavillons der Schlossanlage Teichweg 11, bewohnt ab 1784 von Fürst Friedrich III. und seiner Gemahlin, Fürstin Johanna Franziska.

Nach dem Tod Philipp Josephs zu Salm-Kyrburg entfaltete dessen Sohn Friedrich III. eine rege Bautätigkeit in seiner salm-kyrburgischen Residenzstadt Kirn. Von dem Pariser Architekten Denis Antoine ließ er sich 1782 Pläne für eine Sommerresidenz entwickeln. Diese Anlage, die nach Amalie, der Schwester des Bauherrn, Schloss Amalienlust genannt wurde, ging einschließlich eines Lustparks im Stil französischer und englischer Gärten bis zum Ufer der Nahe und bis zur in unmittelbarer Nähe gelegenen Fürstlichen Kellerei, die 1771 durch den Hofbaumeister Johann Thomas Petry errichtet worden war. Bis zur Französischen Revolution, in deren Verlauf Friedrich III. sein Leben unter der Guillotine beendete, war von dem Gesamtkonzept, das ein Ensemble von Pavillons, einem Gesellschaftshaus und einem Schauspielhaus um ein Platzoval vorsah, der größte Teil verwirklicht. Die beiden Wohnhaus-Pavillons mit Mansarddächern wurden nach dem Bestandsplan von 1794 durch Kolonnaden in einem übergeordneten Raum- und Gartenkonzept miteinander verbunden. Die vier Säulenreihen sind jedoch nicht mehr vorhanden. In das elliptische Platzoval war der in Ost-West-Richtung verlaufende Mühlenteich, ein Nebengewässer der Nahe, einbezogen. Als die Rhein-Nahe-Eisenbahn-Gesellschaft in den 1850er Jahren die Nahetalbahn baute, wurde der „Wasserpavillon“ am Naheufer 1857/58 abgerissen.